# Михальова Марія Григорівна
Марія Григорівна Михальова (1906—1981) — радянська льотчиця, командир авіаескадрильї, учасниця Другої світової війни, Майор.

## Життєпис
Закінчила Качинську військову авіаційну школу пілотів. Після випуску освоїла кілька типів літаків, в тому числі і сучасних бомбардувальників, стала льотчиком-інструктором, командиром авіаційного підрозділу.
27 липня 1940 року Михальова зробила Безпосадочний переліт Хабаровськ — Львів в складі жіночого екіпажу (перший пілот — Марія Нестеренко, другий пілот — Марія Михальова, штурман — Ніна Русакова) за маршрутом Хабаровськ — Львів на літаку ДБ-3 "Україна ". Досягти кінцевої точки маршруту не вдалося через грозу, сильний зустрічний вітер і обмерзання, але за 22,5 години льотчиці пройшли шлях близько 7000 км.
В період Другої світової війни капітан Марія Михальова служила в складі 103-го ббап, була командиром 2-ї авіаескадрильї. Літала на бомбардувальнику «Су-2», зробила 4 бойових вильоти. На початку липня 1941 року посадила пошкоджений літак в поле (за іншими даними — на узлісся) і через три доби повернулася в частину. В кінці липня 1941 року Михальова відразу після приземлення після повернення з бойового вильоту знепритомніла в кабіні. Однополчани вирішили, що її поранило в бою, але виявилося, що льотчиця чекала дитину. Її відправили в тил.
Після народження дитини Марія Михальова ще багато років провела за штурвалом літаків. У 1945 році майор Михальова обіймала посаду помічника начальника 2-го відділу Оперативного управління штабу ВПС. В запас звільнилася в званні майора. Але і будучи на пенсії вела активний спосіб життя — займалася військово-патріотичної роботою. Виховала двох дітей, займалася онуками.
Померла 18 жовтня 1981 року. Похована в Києві на Берковецькому кладовищі.